# Tor2web
Tor2web (вимовляється «тор ту веб») — проєкт, що забезпечує доступ до прихованих сервісів Tor за допомогою стандартного браузера, без прямого підключення до мережі Tor. Творці проєкту — Аарон Шварц і Вірджил Гріффіт.

## Історія
Tor — це мережа, яка дозволяє людям користуватися інтернетом анонімно (хоча з відомими недоліками) і публікувати матеріали на «прихованих сервісах», які існують тільки в мережі Tor з міркувань безпеки і, таким чином, зазвичай, доступні лише відносно невеликій кількості людей за допомогою під'єднаного до Tor браузера.
Аарон Шварц і Вірджил Гріффіт розробили Tor2web 2008 року, як спосіб підтримати інформаторів та інші форми анонімних публікацій за допомогою Tor, дозволяючи матеріалами залишатися анонімними і, водночас, роблячи їх доступними для ширшої аудиторії.

## Експлуатація та безпека
На відміну від типових доменів верхнього рівня, таких як .com, .org, або .net, URL-адреси прихованих сервісів закінчуються .onion і доступні лише при підключенні до Tor. Tor2web — посередник між прихованим сервісом і користувачем, який робить прихований сервіс видимим для користувача, який не підключений до Tor. Для цього користувач бере URL-адресу прихованого сервісу та заміняє в ній .onion на .tor2web.io.
Як і Tor, Tor2web використовує сервери, які працюють на добровільних засадах, за рахунок волонтерів.
Tor2web зберігає анонімність авторів, але сам по собі не є інструментом, що забезпечує анонімність і не пропонує ніякого захисту для користувачів, які не використовують захищений протокол HTTPS. Починаючи з версії 2.0, попередження про конфіденційність і безпеку додається в заголовок кожної вебсторінки, пропонуючи читачам використовувати Tor-браузер щоб забезпечити більшу анонімність.